# Cap Leeuwin
Pour les articles homonymes, voir Leeuwin.
Le cap Leeuwin est le  cap le plus au sud-ouest du continent australien. Il est situé dans l'État d'Australie-Occidentale, à 277 kilomètres au sud de Perth.
Il est le point le plus au sud d'une péninsule en forme d'enclume dont le cap Naturaliste est l'extrémité nord. La ville la plus proche du cap Leeuwin est Augusta, située à sept kilomètres au nord-nord-est. Avec le cap de Bonne-Espérance et le cap Horn, il fait partie des trois grands caps que franchissent les marins partis pour un tour du monde.
Le cap possède un phare, le phare du cap Leeuwin.
Au sud-est se trouvent les îles Saint-Aloüarn, nommées en 1792 par Antoine d'Entrecasteaux d’après Louis Aleno de Saint-Aloüarn, qui explora la région en 1772 à bord du Gros Ventre, dans le cadre d'une expédition depuis les îles Kerguelen.

## Origine du nom
Les premiers humains à vivre au cap étaient les aborigènes Wardandi. Ils l'ont appelé « Doogalup ». Dénommé plus tard, en décembre 1801, par Matthew Flinders, il tire son nom de la Leeuwin (« Lionne ») un navire néerlandais qui a découvert et cartographié une partie de la côte sud-ouest de l'Australie en mars 1622. La Leeuwin fut le septième navire européen à apercevoir le continent australien.

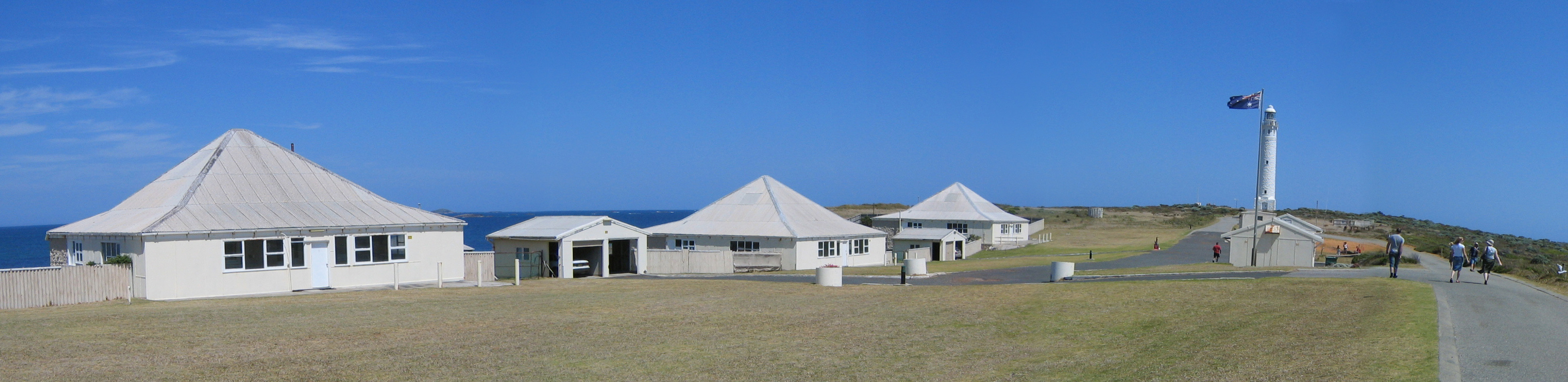
Le phare et les cottages du cap Leeuwin.